# Ютановское городище
Юта́новское городи́ще — археологический комплекс салтово-маяцкой культуры. Расположен на правом берегу реки Оскол в Волоконовском районе Белгородской области. Название получило по селу Ютановка (морд. ютамо «проход», «переход»). Комплекс состоит из городища, трёх селищ (Ютановка I, Ютановка II, Средне-Лубянское), посёлка металлургов, и двух катакомбных могильников (Ютановский и Нижнелубянский). На территории комплекса располагался, возможно, крупнейший для того времени в Восточной Европе металлургический центр. На основе исследований остатков сыродутного горна специфической конструкции комплекса, было получено чёткое представление о строении чернометаллургического горна у населения салтово-маяцкой культуры лесостепной зоны.

## Общая характеристика памятника

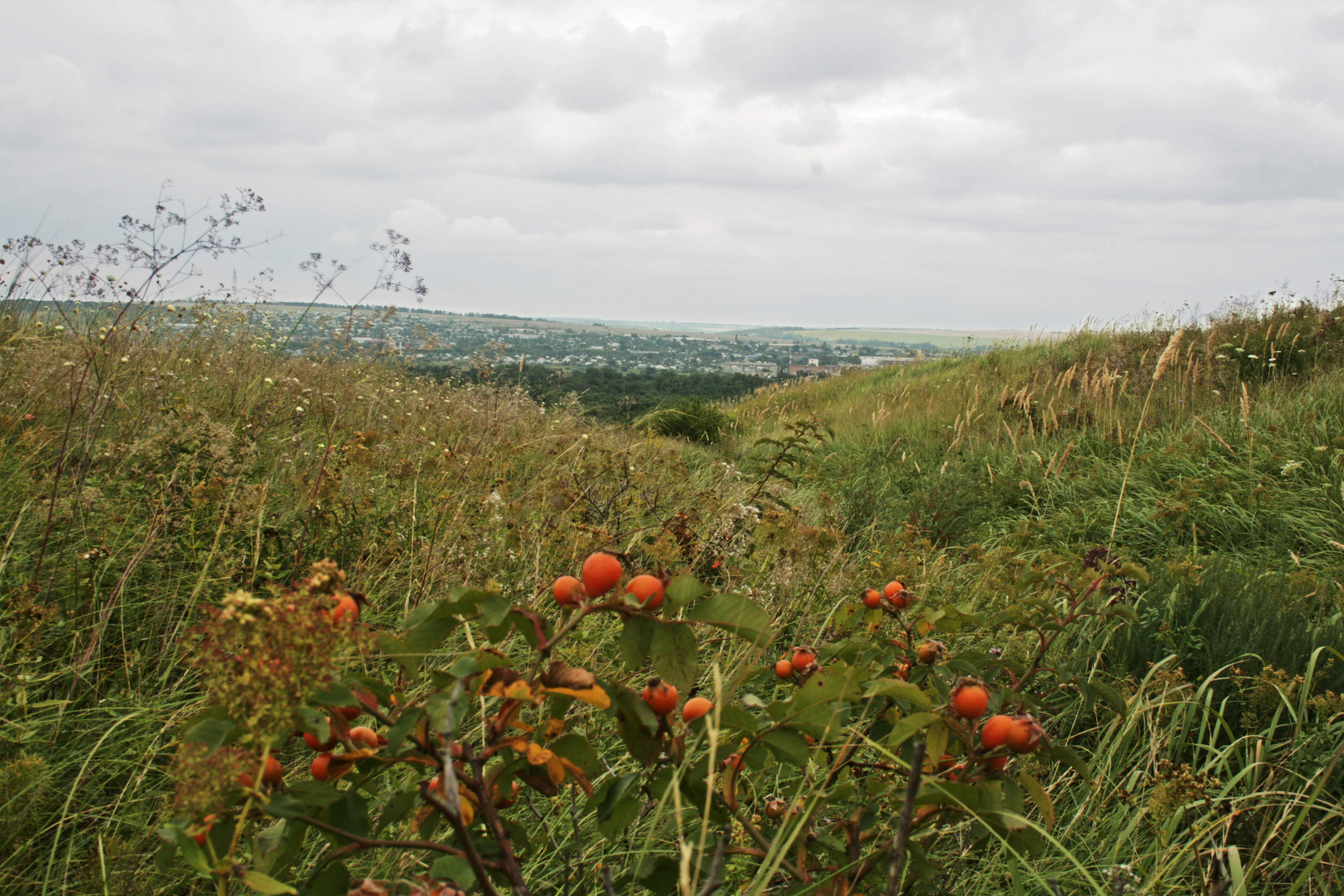
Остатки земляного вала с напольной стороны.

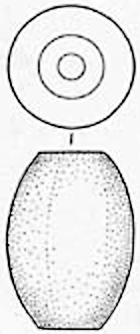
Каменный кистень.

В 1926 году памятник раскапывался экспедицией под руководством С. Н. Замятнина. Изучался в 1981—1984 гг. под руководством Г. Е. Афанасьева. На исследованной площади Ютановского комплекса (1440 м²) было обнаружено четыре жилых постройки (одна изучена на городище, три — на селище).
На городище выявлена значительная производственная зона с 92 ремесленными сооружениями. Из них 3 гончарных мастерских и 25 железоделательных горна, остальные сооружения относятся к полному чернометаллургическому циклу. К городищу вплотную прилегают три поселения площадью около 6 га.
В Ютановском могильнике обнаружены свинцовые кистени, а на городище также каменный кистень яйцевидной формы, со сквозным долевым каналом.
В качестве оборонительных сооружений использовались деревянные конструкции без применения камня или сырцового кирпича.
По предположению историков именно на территории этого села около десяти веков назад находился древний город Арса — столица Арсании.

## Металлургический комплекс

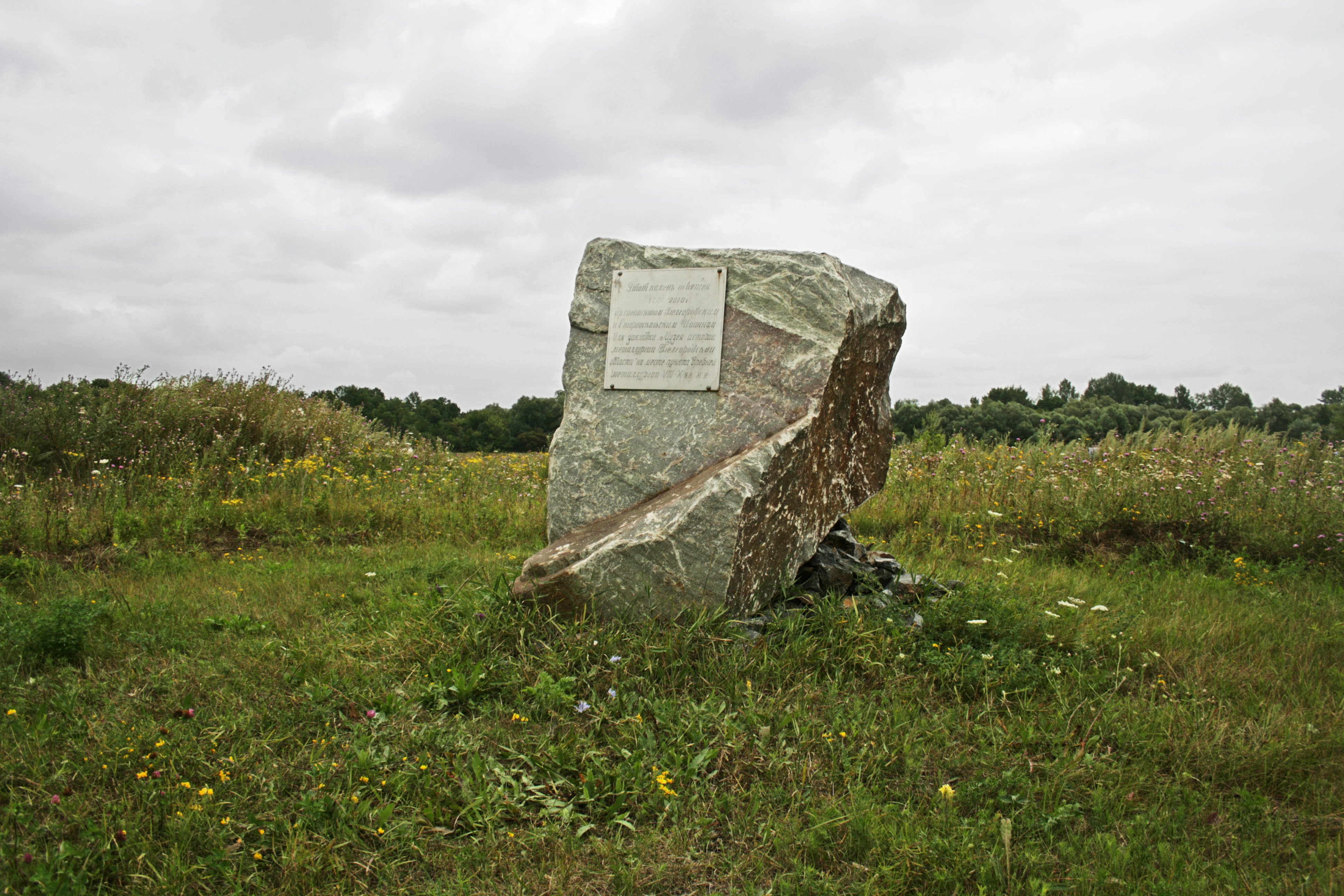
Закладной камень музея истории металлургии Белгородской области на месте пункта древней металлургии VIII—X веков.

На Ютановском селище, которое исследовалось в 1979 г., найден всего один горн, но осмотр участка памятника, разрушенного дорогой, свидетельствует о большем их количестве. Это, наряду с наличием производственной ямы, говорит о работе «на заказ», то есть о начальном этапе выделения этого вида деятельности в самостоятельное ремесло — его обособлении.
Ютановский металлургический комплекс выделяется среди пунктов чёрной металлургии салтово-маяцкой культуры по количеству исследованных производственных металлургических сооружений, их типологии, уровню развития металлургического производства. Он являлся одним из крупных центров металлургического производства салтово-маяцкой культуры, поставлявшим продукцию для кузнечной обработки.
Металлургический комплекс находился в окрестностях Ютановского городища, расположен в наиболее выгодной точке пересечения транспортной сети долины Оскола с сетью путей сообщения бассейна Северского Донца, с одной стороны, и с сетью дорог Тихой Сосны — Дона, с другой (Афанасьев, 1993), западнее в 50—100 километрах река Ворскла, впадающая в Днепр, всё это позволяло поставлять продукцию металлургического производства и продукцию металлообработки на рынок сбыта.
Металлурги при производстве металла применяли в основном сыродутные горны I типа, основным конструктивным элементом которого является колбообразный тигель.
Стационарная, специализированная, с круглогодичным функционированием чернометаллургическая мастерская с сыродутным горном I типа предназначалась для выплавки металла в помещении, когда вне помещения находились неблагоприятные для металлургического производства климатические условия.
Сыродутные горны Ютановского металлургического комплекса, истоки которых уходят в историю тюрков, обнаружены на аланском археологическом памятнике. Возможно, во II половине VII века н. э., между Осколом и Северским Донцом расселяется очередная тюркская переселенческая «волна», пришедшая из восточных областей Тюркского каганата, которая и довела изначальные конструкции сыродутных горнов до не имеющих себе равных.
Таким образом в окрестностях современной Ютановки располагался крупнейший для того времени в Восточной Европе металлургический центр салтово-маяцкой культуры, основу которого составляли уникальные чернометаллургические технические установки, не только не имеющие себе равных, но и позволяющие рассматривать салтовское металлургическое производство как особую отрасль хозяйства — ремесло, дифференциация внутри которого проходила в зависимости от вида исходного продукта.

## Современное состояние
Сейчас раскопки в Ютановке приостановлены, найденные следы металлургического и гончарного производства законсервированы.
Часть экспонатов хранятся в Волоконовском краеведческом музее. Администрация Волоконовского района в 2010 году приступила к подготовке проекта строительства музея в селе Ютановка под условным пока названием «История металлургии Белгородской области».